# 93号線 (ポーランド)
ポーランド国鉄93号線（ポーランド語;Linia kolejowa nr 93）は、ポーランド国鉄の鉄道線の名称である。

## 歴史
東部国有鉄道（k.k. östliche Staatsbahn, ÖStB）は1850年に設立されて、カリツィア・ロドメリア王国の鉄道交通を担当した。1856年3月1日に東部鉄道はトルゼビニア - オシフィエンチム間を開通した。一方、皇帝フェルディナント北部鉄道（Kaiser Ferdinands-Nordbahn, KFNB）は1855年12月17日にボフミーン - ツィーディッツ（現在のチェホヴィチェ・ジェジツェ）区間を開通して、この路線はÖStB区間開通の同じ日にオシフィエンチムまで延長された。このことによって、KFNBのウィーン - クラーカウ間鉄道建設プロジェクトは、建設許可より20年ぶりに終了した。
オシフィエンチム - トルゼビニア間はトルゼビニア - クラーカウ間とともに、1858年6月にKNFBに売却された。1906年にKFNBの国有化により、この路線はオーストリア帝国鉄道（ドイツ語略: kkStB）に引き受けられた。

## 運行形態
寝台特急・特急はポーランド国鉄インターシティにより運行される。普通は、運行区間毎に運行業者が分かれる。

### 特急「エクスプレス・インターシティ(EIC)」
- ソビェスキ号：　グディニャ～チェホヴィツェ（短絡線）～ボフミーン～ウィーン
- ポロニア号：　ワルシャワ～チェホヴィツェ（短絡線）～ボフミーン～ウィーン
一日2往復の運行。チェホヴィツェ以北は139号線に、ボフミーン以西は超特急「ユーロシティ」としてチェコ国鉄270号線に直通する。
2017年以前はワルシャワ - プラハの系統もあったが、現在は151号線経由で運行している。

### 特急「インターシティ(IC)」
下記3系統が、それぞれ一日1往復ずつ運行している。
- ショパン号：　ワルシャワ～オシフィエンチム～ボフミーン～ブダペスト/ウィーン/プラハ
オシフィエンチム以東は94号線に、ボフミーン以西はチェコ国鉄270号線に直通する。プラハ方面の車両は、ボフミーン以西スロヴァキア号に連結される。
2017年以前はカトヴィツェ経由で、チェホヴィツェ以北139号線に直通していた。ブダペスト、ウィーン方面の車両は連結していなかった。また、2016年度は「ユーロナイト(EN)」、2015年度以前は「あなたの鉄道路線(TLK)」の種別で運行していた。
2017年以前は、クラクフ - ブダペスト/ウィーン/プラハ間の「シレジア」号も運行していた。2016年以前は「あなたの鉄道路線(TLK)」の種別で運行していた。
- クラコヴィア号：　クラクフ～オシフィエンチム～ボフミーン～プラハ/ブダペスト
- ソビェスキ号：　クラクフ - ボフミーン - ウィーン
一日2往復の運行。オシフィエンチム以東は94号線に、ボフミーン以西はチェコ国鉄270号線に直通する。クラコヴィア号は、ボフミーンでプラハ方面とブダペスト方面の車両を切り離し、ブダペスト方面の車両はバートホリ号に併結される。
2016年末にクラコヴィア号が、2019年4月13日にソビェスキ号が運行を開始した。
- モラヴィア号：　カトヴィツェ～チェホヴィツェ（短絡線）～ボフミーン～ウィーン　【臨時列車】
- バートリ号：　ワルシャワ～チェホヴィツェ（短絡線）～ボフミーン～プラハ/ブダペスト　【臨時列車】
- プラハ号、ポルタ・モラヴィツァ号、コメニウス号：　ワルシャワ～チェホヴィツェ（短絡線）～ボフミーン～オストラヴァ/プラハ　【臨時列車】
臨時列車。通常は151号線経由で運行されるが、一部の日に限り93号線経由での運行となる。チェホヴィツェ以北は短絡線経由で139号線に、ボフミーン以西はチェコ国鉄270号線に直通する。また、チェコ国内ではヴァルソヴィア号として運行される。
モラヴィア号は、2018年度に限り毎日運行であった。

### 特急「エクスプレス(Ex)」
- LEOエクスプレス号：　クラクフ - チェホヴィツェ（短絡線） - ボフミーン - プラハ　【週2日運行】
週2往復の運行。夏季は毎日運行される。途中、ゼブジドヴィツェとボフミーンのみに停車し、チェホヴィツェ以北は139号線に、ボフミーン以西はチェコ国鉄270号線に直通する。
2018年は、夏季のみの運行であった。2019年春季より、通年運行を開始した。

### 普通
下記3系統に分かれる。なお、ゼブジドヴィツェ～ペトロヴィツェ・ウ・カルヴィネー間の国境を越える区間には、臨時列車を除き運行されない。また、2015年以前はオフィシエンチム - チェホヴィツェ間にも運行されていたが、廃止もしくはバス転換された。
- クラクフ～トシェビニャ～オシフィエンチム
2時間に1本前後の運行。トシェビニャ以東は、大部分が133号線に直通する。地域輸送株式会社により、種別名「REGIO」として運行される。
- チェホヴィツェ - ゼブジドヴィツェ - チェシン
おおむね2時間に1本の運行だが、パターン化されていない。ゼブジドヴィツェ以南は、大部分が90号線に直通する。

### 過去の運行系統
- 寝台特急「あなたの鉄道路線(TLK)」
2016年以前、「シレジア」号が、クラクフ～トシェビニャ～ボフミーン～プラハ・ブダペスト間に一日1往復運行していたが、2016年末にインターシティ(IC)に統合された。2017年末には、ショパン号をクラクフ経由にする形で統合され、消滅。
- 寝台特急「ユーロナイト(EN)」
ヴルタヴァ号：　モスクワ～チェホヴィツェ（短絡線）～ボフミーン～プラハ
週1往復運行していた。チェホヴィツェ以北は139号線に、ボフミーン以西は超特急「エクスプレス」としてチェコ国鉄270号線に直通していた。
2016年以前は、週3往復（夏季は週2往復）運行していた。また、ボフミーン以西もユーロナイトとしての運行であった。
2016年末に、週1往復に減便された。
2018年末に、「ポルタ・モラヴィツァ」号に愛称変更され、定期列車は151号線経由となった。
モスクワ - ニース
週1往復運行していた。ボフミーン以西は特急「リフリーク」として運行していた。
2017年末に、151号線経由に変更となった。

## 駅一覧
以下では、チェコ国鉄320号線の駅と営業キロ、停車列車、接続路線などを一覧表で示す。
- 種別
  - EN：寝台特急「ユーロナイト」
  - EIC：超特急「エクスプレス・インターシティ」
  - TLK：超特急「あなたの鉄道路線」
  - Ex：特急「エクスプレス」
  - Os：普通
- 停車駅
  - ■印：全列車停車
  - ●印：一部通過
  - ○印：一部停車
  - ｜印：全列車通過

| 路線名 | 駅名                               | 駅間営業キロ | 累計営業キロ         | 累計営業キロ | EIC | IC | Ex | Os | 接続路線                                              | 所在地           | 所在地               |
| ------ | ---------------------------------- | ------------ | -------------------- | ------------ | --- | -- | -- | -- | ----------------------------------------------------- | ---------------- | -------------------- |
| 93     | トシェビニャ駅                     | -            | トシェビニャから 0.0 |              |     |    |    | ■  | 133号線（シフィノウイシチェ方面、ジェシュフ方面）     | マウォポルスカ県 | フシャヌフ郡         |
| 93     | フシャヌフ・シルドミェシチェ駅     | 3.8          | 3.8                  |              |     |    |    | ■  |                                                       | マウォポルスカ県 | フシャヌフ郡         |
| 93     | フシャヌフ駅                       | 1.5          | 5.3                  |              |     |    |    | ■  |                                                       | マウォポルスカ県 | フシャヌフ郡         |
| 93     | リビョンシ駅                       | 5.9          | 11.2                 |              |     |    |    | ■  |                                                       | マウォポルスカ県 | フシャヌフ郡         |
| 93     | ヘウメク工場駅                     | 6.3          | 17.5                 |              |     |    |    | ■  |                                                       | マウォポルスカ県 | オシフィエンチム郡   |
| 93     | ゴジュフ・フシャノフスキ駅         | 3.1          | 20.6                 |              |     |    |    | ■  |                                                       | マウォポルスカ県 | オシフィエンチム郡   |
| 93     | オシフィエンチム駅                 | 4.7          | 25.3                 |              |     | ■  |    | ■  | 94号線（ワルシャワ方面）、138号線（ルブリニェツ方面） | マウォポルスカ県 | オシフィエンチム郡   |
| 93     | ブジェシチェ駅                     | 6.2          | 31.5                 |              |     | ｜ |    | ■  |                                                       | マウォポルスカ県 | オシフィエンチム郡   |
| 93     | ブジェシチェ・ヤヴィショヴィツェ駅 | 3.4          | 34.9                 |              |     | ｜ |    | ■  |                                                       | マウォポルスカ県 | オシフィエンチム郡   |
| 93     | ヤヴィショヴィツェ・ヤーズニク駅   | 2.9          | 37.8                 |              |     | ｜ |    | ■  |                                                       | マウォポルスカ県 | オシフィエンチム郡   |
| 93     | ダンコヴィツェ駅                   | 2.8          | 40.6                 |              |     | ｜ |    | ■  |                                                       | シロンスク県     | ビェルスコ・ビャワ郡 |
| 93     | カニュフ駅                         | 2.4          | 43.0                 |              |     | ｜ |    | ■  |                                                       | シロンスク県     | ビェルスコ・ビャワ郡 |
| 93     | チェホヴィツェ・ヂェヂツェ駅       | 3.7          | 46.7                 |              |     | ■  |    | ■  | 139号線（ワルシャワ方面、ジヴィエツ方面）             | シロンスク県     | ビェルスコ・ビャワ郡 |
| 93     | ザブジェグ駅                       | 4.7          | 51.4                 |              | ｜  | ｜ | ｜ | ■  | 150号線（カトヴィツェ方面）                           | シロンスク県     | ビェルスコ・ビャワ郡 |
| 93     | ザブジェグ・チャルノレシェ駅       | 2.4          | 53.8                 |              | ｜  | ｜ | ｜ | ●  | 150号線（ヴィスワ方面）                               | シロンスク県     | ビェルスコ・ビャワ郡 |
| 93     | ヒビェ駅                           | 7.0          | 60.8                 |              | ｜  | ｜ | ｜ | ■  |                                                       | シロンスク県     | チェシン郡           |
| 93     | ドロゴミシル駅                     | 3.9          | 64.7                 |              | ｜  | ｜ | ｜ | ●  |                                                       | シロンスク県     | チェシン郡           |
| 93     | プルフナ駅                         | 5.1          | 69.8                 |              | ｜  | ｜ | ｜ | ●  |                                                       | シロンスク県     | チェシン郡           |
| 93     | ゼブジドヴィツェ駅                 | 6.6          | 76.4                 |              | ■   | ■  | ■  | ■  | 90号線（チェシン方面）                                | シロンスク県     | チェシン郡           |